# 栄養学研究科
栄養学研究科(えいようがくけんきゅうか、英称：The Graduate School of Nutrition）は、日本の大学院研究科のうち、栄養学に関する高度な教育・研究を行う機構の1つである。1971年に、徳島大学において設立された栄養学研究科が日本で最初に設置された研究科である（現在の、徳島大学大学院栄養生命科学教育部にあたる）。

## 概要
主に、栄養学部の上位に連続した形で設置され、博士前期課程（修士課程）および博士後期課程（博士課程）あるいはそれに相当する課程で構成される。学位は、修士課程は修士（栄養学）を、博士課程は博士（栄養学）を修めることができ、他は、それに相当する専攻名称等に応じた学位を修める。
近年は、既存の類似する研究科（研究分野）に栄養学に関する「専攻」を設置する大学や、大学組織自体の統合や再改編に伴って隣接する分野を包含させた「生活」や「健康」と言った上位概念の用語を付した研究科名称を冠している高等教育機関も見受けられる（下記に記した研究科名称を参照）。また、研究科設置当初から、上位概念の用語を用いた名称とするところもある。
さらに、管理栄養士や栄養士の養成に特化した研究科もあり、必ずしも「栄養学研究科」の名称を冠していなくとも栄養学の教育・研究をしている大学院課程もある（例：東京家政大学大学院人間生活学総合研究科 健康栄養学専攻）。

## 栄養学研究科を置く大学
- 女子栄養大学大学院 栄養学研究科 栄養学専攻
- 神戸学院大学大学院 栄養学研究科 栄養学専攻
- 甲子園大学大学院 栄養学研究科 食品栄養学専攻

## 栄養学研究科と類似する研究科名称
- 九州栄養福祉大学大学院 食物栄養学研究科 食物栄養学専攻
- 相模女子大学大学院 栄養科学研究科 栄養科学専攻
- 聖徳大学大学院 人間栄養学研究科 人間栄養学専攻
- 天使大学大学院 看護栄養学研究科 栄養管理学専攻
- 徳島大学大学院 栄養生命科学教育部 人間栄養科学専攻
- 名古屋学芸大学大学院 栄養科学研究科 栄養科学専攻
- 中村学園大学大学院 栄養科学研究科 栄養科学専攻
- 別府大学大学院 食物栄養科学研究科 食物栄養学専攻
- 宮城学院大学大学院 健康栄養学研究科 健康栄養学専攻

## 栄養学を専攻できる他の研究科名称
- お茶の水女子大学大学院 人間文化創成科学研究科 ライフサイエンス専攻 食品栄養科学コース
- 奈良女子大学大学院 人間文化研究科 食物栄養学専攻
- 大阪公立大学大学院 生活科学研究科 生活科学専攻 食栄養学分野
- 大阪府立大学大学院 総合リハビリテーション学研究科 栄養支援系領域
- 神奈川県立保健福祉大学大学院 保健福祉学研究科 保健福祉学専攻 栄養領域
- 県立広島大学大学院 総合学術研究科 栄養科学研究分野
- 岡山県立大学大学院 保健福祉学研究科 栄養学専攻
- 滋賀県立大学大学院 人間文化学研究科 生活文化学専攻
- 酪農学園大学大学院 酪農学研究科 食品栄養科学専攻
- 藤女子大学大学院 人間生活学研究科 食物栄養学専攻
- 人間総合科学大学大学院 人間総合科学研究科 健康栄養学専攻
- 高崎健康福祉大学大学院 健康福祉学研究科 食品栄養学専攻
- 東京医療保健大学大学院 医療保健学研究科 医療栄養学コース
- 東京農業大学大学院 農学研究科 食品栄養学専攻
- 椙山女学園大学大学院 生活科学研究科 食品栄養科学専攻
- 京都学園大学大学院 バイオ環境研究科 バイオサイエンス領域
- ノートルダム清心女子大学大学院 人間生活学研究科 食品栄養学専攻
- 京都女子大学大学院 家政学研究科 食物栄養学専攻
- 同志社女子大学大学院 生活科学研究科 食物栄養科学専攻
- 神戸女子大学大学院 家政学研究科 食物栄養学専攻
- 武庫川女子大学大学院 生活環境学研究科 食物栄養学専攻
- 中国学園大学大学院 現代生活学研究科 人間栄養学専攻
- 西九州大学大学院 健康福祉学研究科 健康福祉学専攻 健康栄養コース
- 長崎国際大学大学院 健康管理学研究科 健康栄養学専攻
- 南九州大学大学院 園芸学・食品科学研究科 食品科学専攻